# 澳門特別行政區政府2023年財政年度施政報告
澳門特別行政區政府2023年財政年度施政報告是澳門第5任行政長官賀一誠於2022年11月15日發表的任內第四份施政報告，如同過去的慣例，於年尾公佈下一年的施政報告。

## 聽取意見和建議
| 日期          | 主要組織 / 成員 / 代表                                           | 相關資料                |
| ------------- | ---------------------------------------------------------------- | ----------------------- |
| 2022年9月19日 | 澳門特別行政區全國人大代表                                       | [ 1 ]                   |
| 2022年9月20日 | 澳門特別行政區全國政協委員                                       | [ 2 ]                   |
| 2022年9月22日 | 澳門中華總商會、澳門工會聯合總會、澳門街坊總會、澳門婦女聯合總會 | [ 3 ] [ 4 ] [ 5 ] [ 6 ] |
| 2022年9月26日 | 中華全國青年聯合會澳區委員                                       | [ 7 ]                   |
| 2022年9月27日 | 澳區省級政協委員聯誼會、民眾建澳聯盟                             | [ 8 ] [ 9 ]             |
| 2022年9月29日 | 多名經濟學者、澳門中小企業協進會                                 | [ 10 ] [ 11 ]           |
| 2022年9月30日 | 澳門公務人員聯合總會、澳門公職人員協會                           | [ 12 ] [ 13 ]           |

## 日程
澳門特別行政區政府於2022年10月31日宣佈，澳門特別行政區行政長官賀一誠於2022年11月15日公佈2023年度施政報告。
| 日期及時間             | 相關人員 | 事項                                                   |
| ---------------------- | -------- | ------------------------------------------------------ |
| 11月15日 15:00         | 賀一誠   | 2022年度施政重點回顧以及發表《2023年財政年度施政報告》 |
| 11月16日 15:00 - 18:00 | 賀一誠   | 回答議員對施政報告提問                                 |
| 11月21日 15:00 - 24:00 | 張永春   | 行政法務領域施政辯論                                   |
| 11月23日 15:00 - 24:00 | 李偉農   | 經濟財政領域施政辯論                                   |
| 11月25日 15:00 - 24:00 | 黃少澤   | 保安領域施政辯論                                       |
| 11月28日 15:00 - 24:00 | 歐陽瑜   | 社會文化領域施政辯論                                   |
| 11月30日 15:00 - 24:00 | 羅立文   | 運輸工務領域施政辯論                                   |

## 官方資訊
| 公佈日期         | 施政文本/方針 | 備註 |
| ---------------- | --- | ---- |
| 2022-11-15       | - 二○二三年財政年度施政報告—前言 - 二○二三年財政年度施政報告—二〇二二年施政工作回顧與總結 - 【圖文包】2023年施政重點 - 【圖文包】2023年度主要惠民措施 |      |
| 2022-11-21       | - 張永春司長引介行政法務司領域的施政方針 - 行政法務領域2023年財政年度施政方針 - 【圖文包】2023行政法務範疇施政方針 - 法務工作篇 （页面存档备份，存于） - 【圖文包】2023行政法務範疇施政方針_公共行政領域 （页面存档备份，存于） - 【圖文包】2023行政法務範疇施政方針_市政工作篇 （页面存档备份，存于） |      |
| 2022-11-23       | - 李偉農司長引介經濟財政司領域的施政方針 （页面存档备份，存于） - 經濟財政領域2023年財政年度施政方針 （页面存档备份，存于） - 【圖文包】2023年財政年度經濟財政範疇施政方針 （页面存档备份，存于） |      |
| 2022-11-25       | - 黃少澤司長引介保安司領域的施政方針 （页面存档备份，存于） - 保安領域2023年財政年度施政方針 （页面存档备份，存于） |      |
| 2022-11-28       | - 歐陽瑜司長引介社會文化司領域的施政方針 （页面存档备份，存于） - 社會文化領域2023年財政年度施政方針 （页面存档备份，存于） |      |
| 2022-11-30       | - 羅立文司長引介運輸工務司領域的施政方針 （页面存档备份，存于） - 運輸工務領域2023年財政年度施政方針 （页面存档备份，存于） |      |
| 廉政公署及審計署 | - 廉政領域2023年財政年度施政方針 （页面存档备份，存于） - 審計領域2023年財政年度施政方針 （页面存档备份，存于） |      |

## 施政方向
- 二○二三年施政總體方向和施政重點 (1) （页面存档备份，存于）
- 二○二三年施政總體方向和施政重點 (2) （页面存档备份，存于）
- 齊心合力　穩中求進 行政長官發表《2023年財政年度施政報告》 （页面存档备份，存于）

一、  加快促進經濟復甦，鍥而不捨推動多元
二、  加強基礎設施建設，共建宜居智慧城市
三、  多措並舉惠民利民，優化社會民生工作
四、  深化公共行政改革，不斷提升治理能力
五、  堅定不移維護國安，保持社會大局穩定
六、  紮實推進橫琴建設，更好融入國家發展
七、  堅持不懈防控疫情，切實築牢防疫體系

## 施政報告及辯論重點
現金分享計劃維持永久居民一萬元，非永久居民六千元，其他各項惠民措施及稅務減免亦維持。2023年亦會開放新一期經屋申請。另外，施政報告亦提到，要有效落實「愛國者治澳」原則，開展修改《立法會選舉制度》有關工作。 
在2022年11月15日行政長官記者會上，記者關注2023年度施政報告議題包括：夾心房屋興建、橫琴粵澳深度合作區各項工作、保障博企僱員就業穩定、致力保障本地居民優先就業、將加大力度支援江西省的教育工作、以博彩業佔本地生產總值40%為目標及澳門須跟隨世界步伐推動智慧城市建設。

### 維持現有民生措施
根據已提交至澳門立法會的預算案，預計2023年澳門仍出現赤字預算。現金分享計劃繼續維持，永久居民10,000元、非永久居民6,000元。賀一誠指2022年是疫情以來深受考驗的一年。特別是受「6·18」疫情嚴重衝擊，本地主要工商業活動一度暫停，宏觀經濟面臨前所未有的下行壓力，主要經濟指標出現明顯下滑。半年的本地生產總值按年實質下跌24.5%，連續三個季度出現負增長；截至9月本地居民失業率處於5.2%的近年高位。
繼續向每名澳門居民發放600元醫療券。敬老金維持9,000元，養老金每月3,740元，將籌設一間長者日間中心，並新增一支家居照顧及支援服務隊，最低維生指數維持4,350元。政府鼓勵長者就業，65歲以上長者僱員職業稅免稅額為19萬8,000元。持續進修發展計劃維持上限 6,000元。政府亦將繼續向家庭經濟困難學生提供學費援助、膳食津貼；學習用品津貼，以及繼續發放非高等教育的書簿津貼，新增延長大專助學金償還期及中止還款的特別措施。
維持稅務優惠措施，僱員可獲減收百分之 30的職業稅，一般僱員免稅額 14.4萬元，2023年向納稅人退還 2021年已繳職業稅的 60%，上限 1.4萬元；並繼續維持工商業者及相關人士相應的稅費扣減、豁免場地租借、牌照、准照費用等措施。另外，帶津培訓計劃及增聘待業居民臨時補助計劃，亦繼續推行，以保障就業市場穩定。

### 「1+4」適度多元發展策略
行政長官賀一誠指在促進經濟復蘇、提振整體經濟的同時，堅持不懈採取「1+4」適度多元發展策略，優化產業結構。「1」就是按照建設世界旅遊休閒中心的目標要求，促進旅遊休閒多元發展，做優做精做強綜合旅遊業。「4」就是持續推動大健康、現代金融、高新技術、會展商貿和文化體育等四大重點產業發展，逐步提升四大產業的比重，不斷增強經濟的發展動能和綜合競爭力，著力構建符合澳門實際且可持續發展的產業結構。爭取未來非博彩業佔本地生產總值約六成的比重。加快「一中心」建設，推動綜合旅遊休閒業提質發展。強調「凡事預則立」，目前要做好各項迎客安排，完善旅遊服務設施，提升服務水平，推動綜合旅遊休閒業高質素發展。

### 共建宜居智慧城市
在完成東區-2詳細規劃草案公眾諮詢後，盡快公佈詳細規劃。持續開展外港區-1、外港區-2、北區-1詳細規劃工作。啟動修改《道路交通法》及其補充法規。重大基建工程包括澳門輕軌三條延伸線及各政府公共設施及辦公大樓工程建設等。

### 五階梯房屋政策
2023年開展新一期經濟房屋申請，上半年完成偉龍馬路地段夾心房屋落實方案研究及相關法律制度，確立相應的建造和准入制度、相關單位的使用和出售條件。完成黑沙環新填海區P地段的長者公寓項目建設。規劃和選取適當的土地，作為私人樓宇用地進行公開招標。加快《都市更新法律制度》的立法工作，推進暫住房項目建設，為開展都市更新創造有利條件。

### 電子政務建設
2023年第四季發出新一代澳門居民身份證。同時，優化登記公證流程，加強數據互聯互通，推動汽車登記、民事登記和物業商業登記的電子化。此外，開展電子政務相關法律法規的修訂工作；在「一戶通」2.0版本的基礎上，打造「一件事」的集成化服務，以及分階段擴建雲計算中心，逐步提升數據開發利用水平。

### 防控政策與中央人民政府保持一致
不斷提升疫情防控能力，在疫情穩定時期，通過重點工作人群核檢，及早發現疑似個案，繼續開展培訓人員、儲備抗疫物資和準備隔離設施等工作，持續加強社會層面的防控管理，提高疫情防控應急能力。認真總結「6·18」經驗，優化疫情應急預案，持續推進新冠疫苗接種工作，重點推動長者、兒童疫苗接種，以及加強劑的接種；密切監測疫情變化，築牢口岸、醫療機構和社區三大防線，加強各類風險人士的監察和排查，採取人、物、環境同防，完善防疫指引及建議，強化傳染病防控的協調和聯動力量，並充分運用資訊科技，不斷提高疫情防控各個環節的數據互聯互通，增強應對能力。

## 社會反應/爭議

### 港澳兩地寬關續無期
2022年11月15日記者會上，有傳媒關注港澳兩地何時寬關，行政長官賀一誠表示，香港市場對澳門很重要，但事實是澳門和香港都沒有封關，每日有超過150人乘坐金巴由香港來澳門。他又指，看到香港每日保持5,000至6,000個新增病例，數字並不低，對澳門而言有壓力。他希望，隨著疫情發展有關防疫政策會有所變化，從而早日和香港暢通往來。被問及現時防疫採取「5+3」措施後，會否有更多的香港居民來澳門，行政長官表示，這要視乎澳門隔離酒店的數目，然而，現時大多數入境澳門的香港居民只是來澳隔離後便進入中國大陸。港澳兩地便利通關的條件必須與國務院聯防聯控機制的防疫措施保持一致。

### 「走水」問題繼續惹關注
11月25日，在保安事務範疇施政辯論上，間選議員葉兆佳關注相關問題，保安司司長黃少澤稱，至11月15日已依法對100名持探親簽註的人士，以及33名外僱採取禁入境措施；會循有組織搗亂通關、有組織走水方向展開調查。黃少澤稱，理解經濟下行，市民收入減少，他對此表示感同身受，但不論政府及民間都認為不應用非法方式，衝擊通關秩序，警方初期執法以勸喻為主，以前外僱參與走水情況較多，現在已有不少澳門居民參與走水活動。而根據拱北海關數據，共有104人被列入黑名單，有54%是澳門居民，反映澳門居民參與走水情況增加，尤其在周末，他呼籲市民不要用違法、犯罪方式去做有關行為。跨境學童涉走水方面，他表示，目前有83名家長因走水而被取消「白名單」（通過青茂口岸及關閘口岸）。目前，水客當中的外僱還包括香港居民。今年至11月15日，政府已依法對100名探親簽註內地居民，以及33名外僱禁入境。前日一日就禁止了14人入境，政府會繼續工作。而自11月24日珠海方面發佈有關通告，出入境人次大幅度減少，相信已有阻嚇作用。

## 外部連結
- 行政長官辦公室網站 （页面存档备份，存于）
- 施政報告專題網站 （页面存档备份，存于）
- 行政長官辦公室專屬Youtube頻道 （页面存档备份，存于）
- 二○二三年財政年度施政報告---全文 （页面存档备份，存于）